# Gare du Mans
Gare du Mans – stacja kolejowa w Le Mans, w regionie Kraj Loary, we Francji. Znajdują się tu 4 perony.